# موزه خانگی حسین جاوید
موزه خانگی حسین جاوید (ترکی آذربایجانی: Hüseyn Cavidin ev-muzeyi)– مؤسسه مطالعات علمی می‌باشد، که از بنیادهای دخیل بخش علوم آکادمی ملی علوم جمهوری آذربایجان است. این موزه در خانه‌ای که، «حسین جاوید» شاعر و نمایشنامه‌نویس سرشناس آذربایجانی فی‌مابین سال‌های ۱۹۲۰ تا ۱۹۳۷ زندگی می‌نموده‌است، به تأسیس رسیده‌است.

## تاریخ موزه

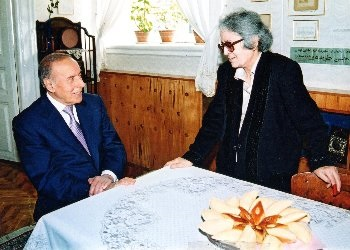
افتتاحیه موزه

تأسیس موزه‌ای در راستای ابدی‌سازی و تبلیغ زندگی و فعالیت و نیز میراث غنی حسین جاوید، شاعر فیلسوف و نمایشنامه‌نویس برجسته آذربایجانی، در فرمانی به‌نام «دربارهٔ ۱۰۰-امین سالروز حسین جاوید» که به ریاست حیدر علی‌اف، رهبر ملی آذربایجان، از سوی کمیتهٔ مرکزی حزب کمونیست آذربایجان در ۲۱ ژوئیه سال ۱۹۸۱ صادر گردیده‌بود، مد نظر گرفته شده‌بود. موزه خانگی حسین جاوید به‌موجب فرمان شماره ۱۶۰ کابینه وزرای جمهوری آذربایجان مورخ ۱۰ ژوئیه سال ۱۹۹۵ راه‌اندازی گردیده و در اختیار آکادمی ملی علوم جمهوری آذربایجان قرار گرفت.
نمایشگاه موزه پس از مراسم افتتاحیه رسمی موزه خانگی حسین جاوید که، در ۱۲۰- امین سالگرد این شاعر اهل جمهوری آذربایجان، ۲۲ اکتبر سال ۲۰۰۲، با حضور حیدر علی‌اف برگزار گردید، درهای خود را بر روی بازدیدکنندگان گشایش داد.

## شعب موزه
شعبه‌های موزه همچون «جاویدشناسی»، «امور انبوه علمی»، «صندوق‌های علمی»، «طراحی علمی و هنری»، «نمایشگاه علمی»، «اطلاعات علمی و کتابخانه» بر اساس برنامه جامع امور مطالعات موزه مشغول کارهای گردآوری، نگهداری، پژوهش و تبلیغ میراث جاوید می‌شوند.

## نمایشگاه علمی
مساحت کل این موزه خانگی که، دارای نمایشگاهی چهار اتاقه می‌باشد، ۲۴۵ متر مربع است. صندوق اصلی ۴۰۰۰ و صندوق چاشنی ۲۰۰ اشیای نمایشی دارد. در نمایشگاه بیش از ۶۰۰ اشیای نمایش از جمله وسائل خانگی، البسه، کتاب‌های منتشر شده حسین جاوید، برنامه‌ها و پسترهای نمایش‌ها، عکس‌های خانوادگی و عکس‌های گرفته‌شده در حین نمایشگاه‌ها، مدل مقبره حسین جاوید در نخجوان، نقاشی‌ها و دیگ آثار هنر توصیفی اختصاص یافته به شاعر، دست‌نوشته‌های نت‌های آهنگ‌های ساخته‌شده از سوی پسرش «ارطغرول جاوید»، کتاب‌های مورد استفاده‌اش، نقاشی‌ها، نامه‌ها و غیره … در معرض نمایش گذاشته شده‌اند.
یکی از اتاق‌های موزه «اتاق سرکوب» نام دارد. نقاشی‌هایی به‌نام‌های «نوشته سیاه» ((اُ. صادق‌زاده) و «برتر از زورگویی» (و. اوجاتای) که، در دیوارهای اتاق مزبور نصب شده‌اند، هم به خود حسین جاوید و هم به کلیه نویسندگان آذربایجانی که، قربانی سیاست‌های سرکوبگرایانه شوروی سابق شده‌اند، اختصاص دارند.